# Antônio Pereira de Azevedo
Antônio Pereira de Azevedo foi um bandeirante que acompanhou Raposo Tavares em diversas bandeiras. Em novembro de 1648, destruiu uma das missões jesuítas que havia sido estabelecida no rio Apa. O padre responsável, Cristóvão de Arenas, foi capturado.